# Coure comú
El coure comú (Lycaena phlaeas) és una espècie de lepidòpter papilionoïdeu de la família dels licènids (Lycaenidae) present als Països Catalans.

## Distribució i hàbitat
Té una àmplia distribució a les zones temperades d'Euràsia, l'Àfrica del nord i a l'est d'Amèrica del Nord. Força comuna, es troba en hàbitats variats, essent més comuna als llocs de vegetació baixa, com prats i camps oberts, erms, i a les vores dels camins de camp. També apareix ocasionalment en brolles i boscos. A la zona del Mediterrani els adults del coure comú volen de febrer a octubre.
Li agrada xuclar les flors de l'escabiosa (Scabiosa columbaria), una planta molt freqüent als prats. Els mascles són territorials i espanten altres papallones, àdhuc més grans, de llur territori.

## Biologia

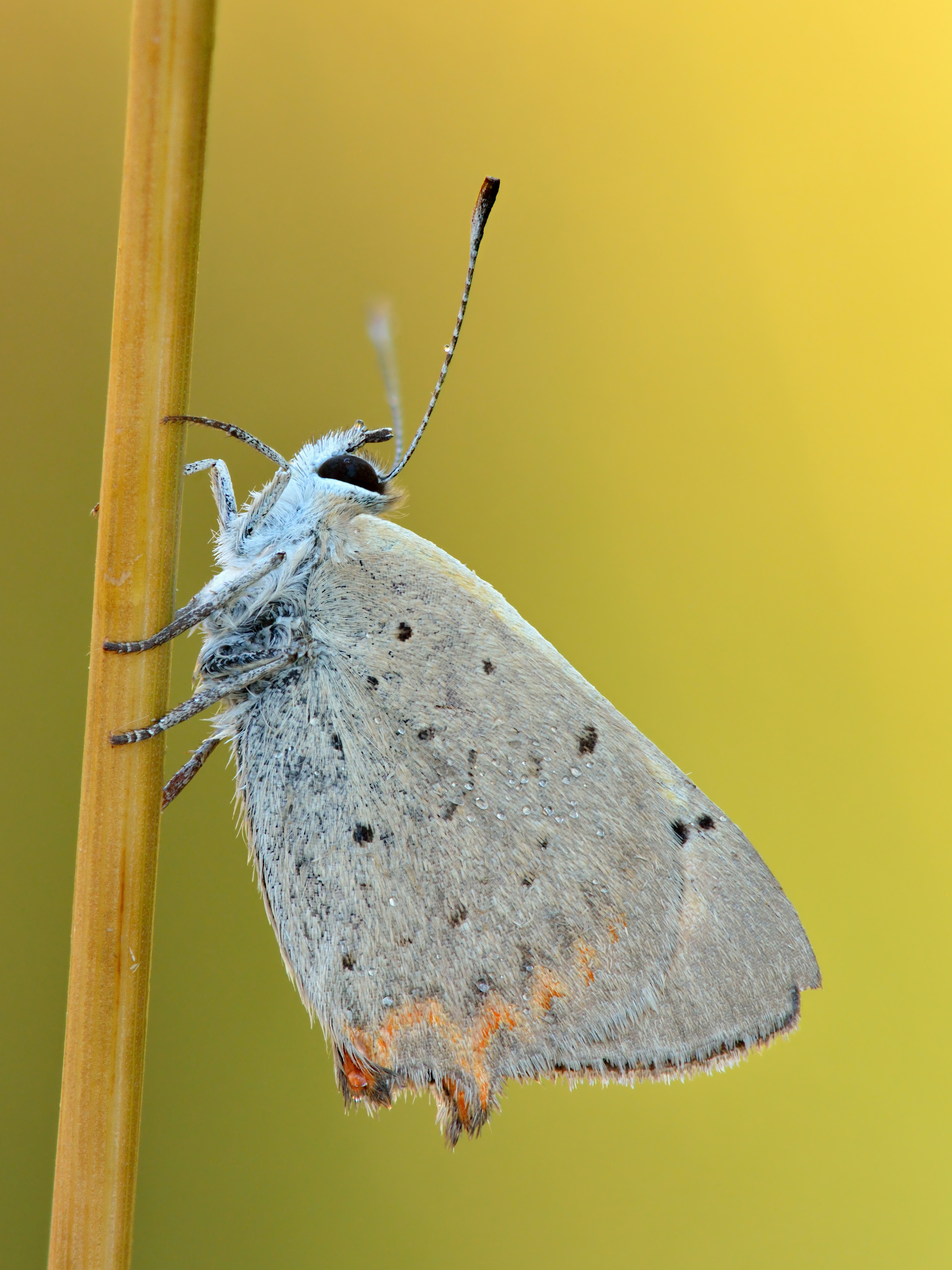
Coure comú amb les ales tancades.

El coure comú és una papallona petita, amb una envergadura de 22 a 27 mm. Les ales són de coloració carabassa i negra. A la cara superior la coloració és molt vistosa però a la inferior de colors més suaus.
L'eruga d'aquesta espècie fa només 15 mm de llargada màxima. Normalment les erugues del coure comú són de color verd, però alguns exemplars tenen una coloració de color marró vermellós. S'alimenten de les fulles de diferents espècies de plantes del gènere Rumex com, per exemple, Rumex acetosa. Hi ha erugues que romanen actives tot l'any.